# Tarnawka (Nysa Kłodzka)
Die Tarnawka (polnisch)/ Hoštický potok (tschechisch) (deutsch Tarnau, am Oberlauf Gosbach bzw. Gos) ist ein rechter Nebenfluss der Glatzer Neiße in Tschechien und Polen.

## Verlauf
Der Hoštický potok entspringt unweit der polnischen Grenze am Nordhang der Zadní hora (Querberg, 872 m) bzw. Osthang der Borůvková hora/ Góra Borówkowa (Heidelberg, 899 m) im Reichensteiner Gebirge in Tschechien. Seine Quelle liegt am Sattel zur Bílá Skála (Kleine Heidelkoppe, 864 m). Auf seinem nach Nordosten führenden Lauf bildet der Bach zwischen der Mittelkoppe, dem Kaliště (Hohes Haus), dem Vysoký kámen (Hohenstein, 691 m) und dem Pěnkavčí vrch (Finkenkoppe, 615 m) ein bewaldetes Engtal, das früher die Alte Gos genannt wurde. Unterhalb der Steinbrücke an der ehemaligen Mühle weitet sich die Alte Gos zur Kotlinka (Kessel).
Östlich von Horní Hoštice tritt der Bach am Fuße des Spálený kopec (397 m) in das Tiefland Przedgórze Paczkowskie (Patschkauer Vorland) ein und fließt auf polnisches Gebiet, wo er Tarnawka genannt wird. Entlang des Baches erstrecken sich dort die Dörfer Gościce, Unikowice und Stary Paczków. Nördlich von Stary Paczków mündet die Tarnawka oberhalb des Jezioro Otmuchowskie in die Glatzer Neiße.
Der Bach hat eine Länge von 16 Kilometern, davon liegen 6,2 Kilometer in Tschechien. Der tschechische Teil des Einzugsgebietes umfasst 6,23 km², dort leben 93 Menschen. Die durchschnittliche Durchflussmenge an der polnisch-tschechischen Grenze beträgt 0,098 m³/s.

## Zuflüsse
- Bärgraben (l), an der Mittelkoppe
- Kalkgraben (l), an der Mittelkoppe
- Hornohoštický potok (Gostitzer Wasser) (l), Gościce